# Thil (Marne)
Pour les articles homonymes, voir Thil.
Thil est une commune française, située dans le département de la Marne en région Grand Est.

## Géographie
|          | Villers-Franqueux |        |
| Pouillon | Thil              | Courcy |
|          | Saint-Thierry     |        |

## Toponymie
Le nom de la localité est attesté sous les formes Tylia (1047) ; Thyl (1294) ; Thy (1642) ; Ty (1700) ; Til (XVIIIe siècle) ; Thylia (1738).

Thil est un mot français provenant du latin tilia signifiant tilleul.

### Hydrographie
La commune est dans la région hydrographique « la Seine du confluent de l'Oise (inclus) à l'embouchure » au sein du bassin Seine-Normandie. Elle n'est drainée par aucun cours d'eau,.

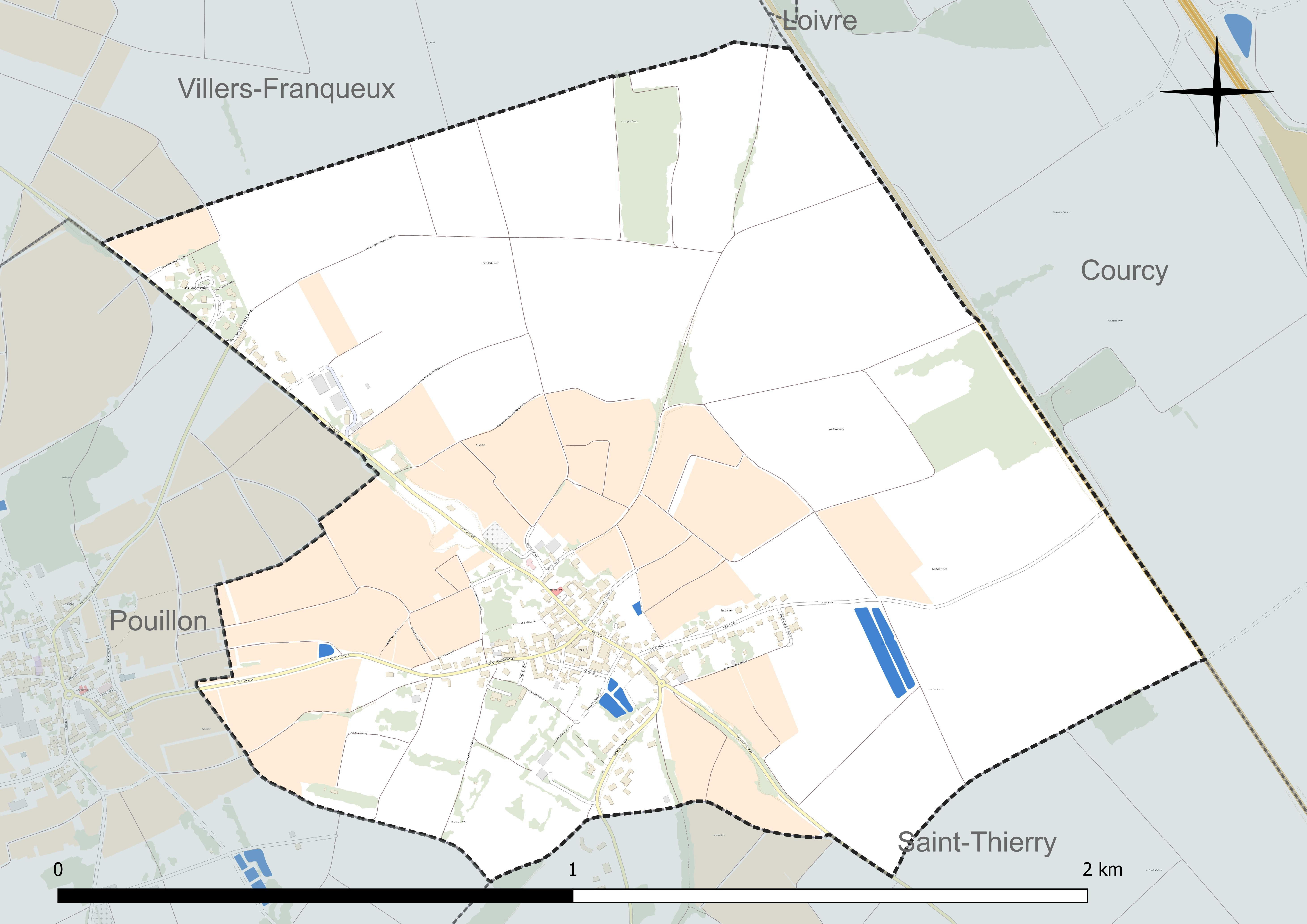
Réseau hydrographique de Thil.

### Climat
Pour des articles plus généraux, voir Climat du Grand Est et Climat de la Marne.
En 2010, le climat de la commune est de type climat océanique dégradé des plaines du Centre et du Nord, selon une étude du Centre national de la recherche scientifique s'appuyant sur une série de données couvrant la période 1971-2000. En 2020, Météo-France publie une typologie des climats de la France métropolitaine dans laquelle la commune est exposée à un climat océanique altéré et est dans la région climatique  Nord-est du bassin Parisien, caractérisée par un ensoleillement médiocre, une pluviométrie moyenne régulièrement répartie au cours de l’année et un hiver froid (3 °C). 
Pour la période 1971-2000, la température annuelle moyenne est de 10,2 °C, avec une amplitude thermique annuelle de 15,8 °C. Le cumul annuel moyen de précipitations est de 715 mm, avec 12,3 jours de précipitations en janvier et 8,2 jours en juillet. Pour la période 1991-2020, la température moyenne annuelle observée sur la station météorologique de Météo-France la plus proche, « Chambrecy-Civc », sur la commune de Chambrecy à 18 km à vol d'oiseau, est de 10,7 °C et le cumul annuel moyen de précipitations est de 734,0 mm. 
La température maximale relevée sur cette station est de 40,3 °C, atteinte le 25 juillet 2019 ; la température minimale est de −22,1 °C, atteinte le 17 janvier 1985,,. 
Les paramètres climatiques de la commune ont été estimés pour le milieu du siècle (2041-2070) selon différents scénarios d'émission de gaz à effet de serre à partir des nouvelles projections climatiques de référence DRIAS-2020. Ils sont consultables sur un site dédié publié par Météo-France en novembre 2022.

## Urbanisme

### Typologie
Au 1er janvier 2024, Thil est catégorisée commune rurale à habitat dispersé, selon la nouvelle grille communale de densité à sept niveaux définie par l'Insee en 2022.
Elle est située hors unité urbaine. Par ailleurs la commune fait partie de l'aire d'attraction de Reims, dont elle est une commune de la couronne,. Cette aire, qui regroupe 294 communes, est catégorisée dans les aires de 200 000 à moins de 700 000 habitants,.

### Occupation des sols
L'occupation des sols de la commune, telle qu'elle ressort de la base de données européenne d’occupation biophysique des sols Corine Land Cover (CLC), est marquée par l'importance des territoires agricoles (85,2 % en 2018), une proportion identique à celle de 1990 (85,2 %). La répartition détaillée en 2018 est la suivante :
terres arables (56,4 %), cultures permanentes (23,7 %), zones urbanisées (14,8 %), zones agricoles hétérogènes (5,1 %). L'évolution de l’occupation des sols de la commune et de ses infrastructures peut être observée sur les différentes représentations cartographiques du territoire : la carte de Cassini (XVIIIe siècle), la carte d'état-major (1820-1866) et les cartes ou photos aériennes de l'IGN pour la période actuelle (1950 à aujourd'hui).

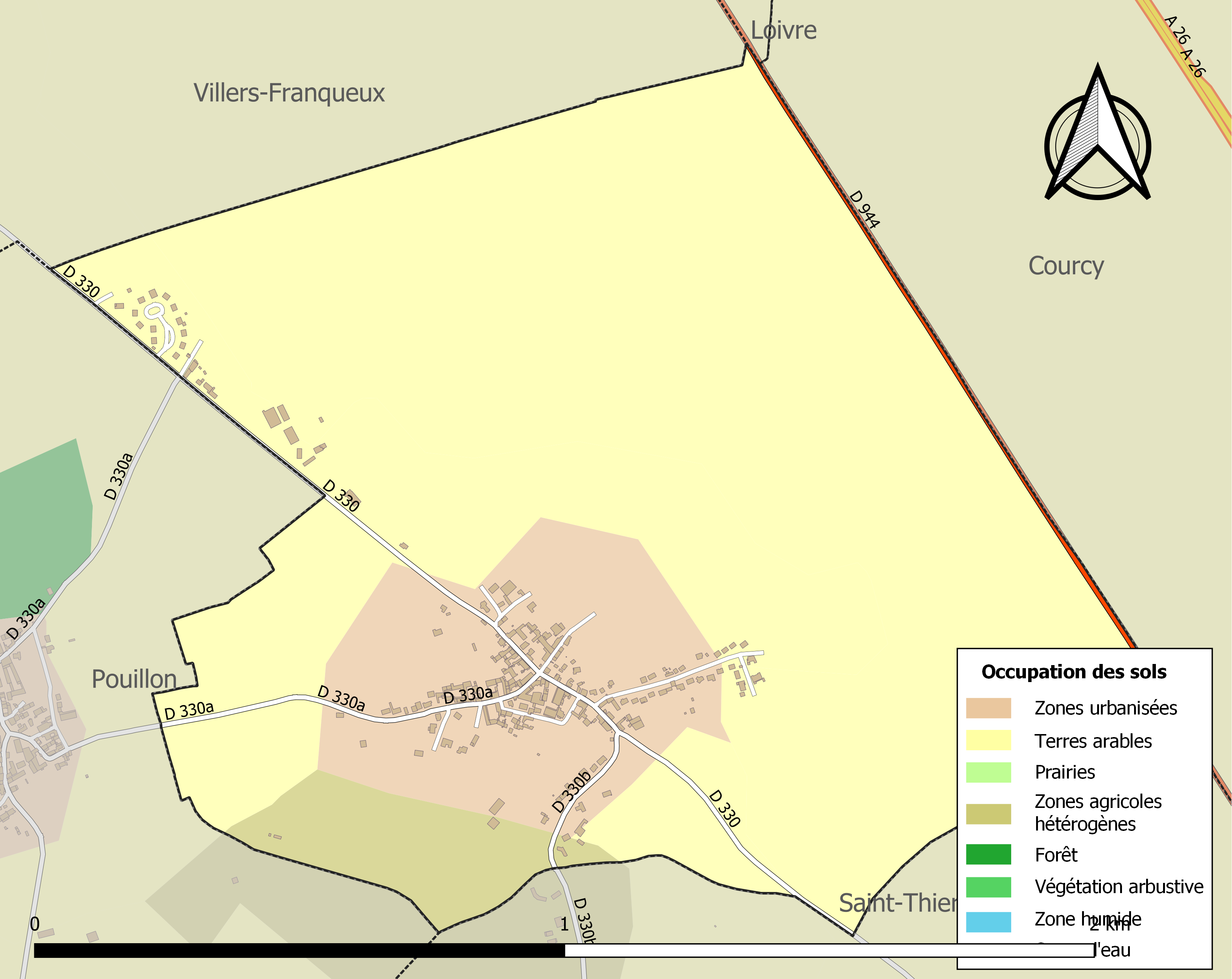
Carte des infrastructures et de l'occupation des sols de la commune en 2018 (CLC).

## Histoire
Des traces d'habitation remontent au Paléolithique moyen, des fouilles dans les années 70 mirent au jour des objets façonnés au lieu-dit Longues Brayes et les Vieux Croix.

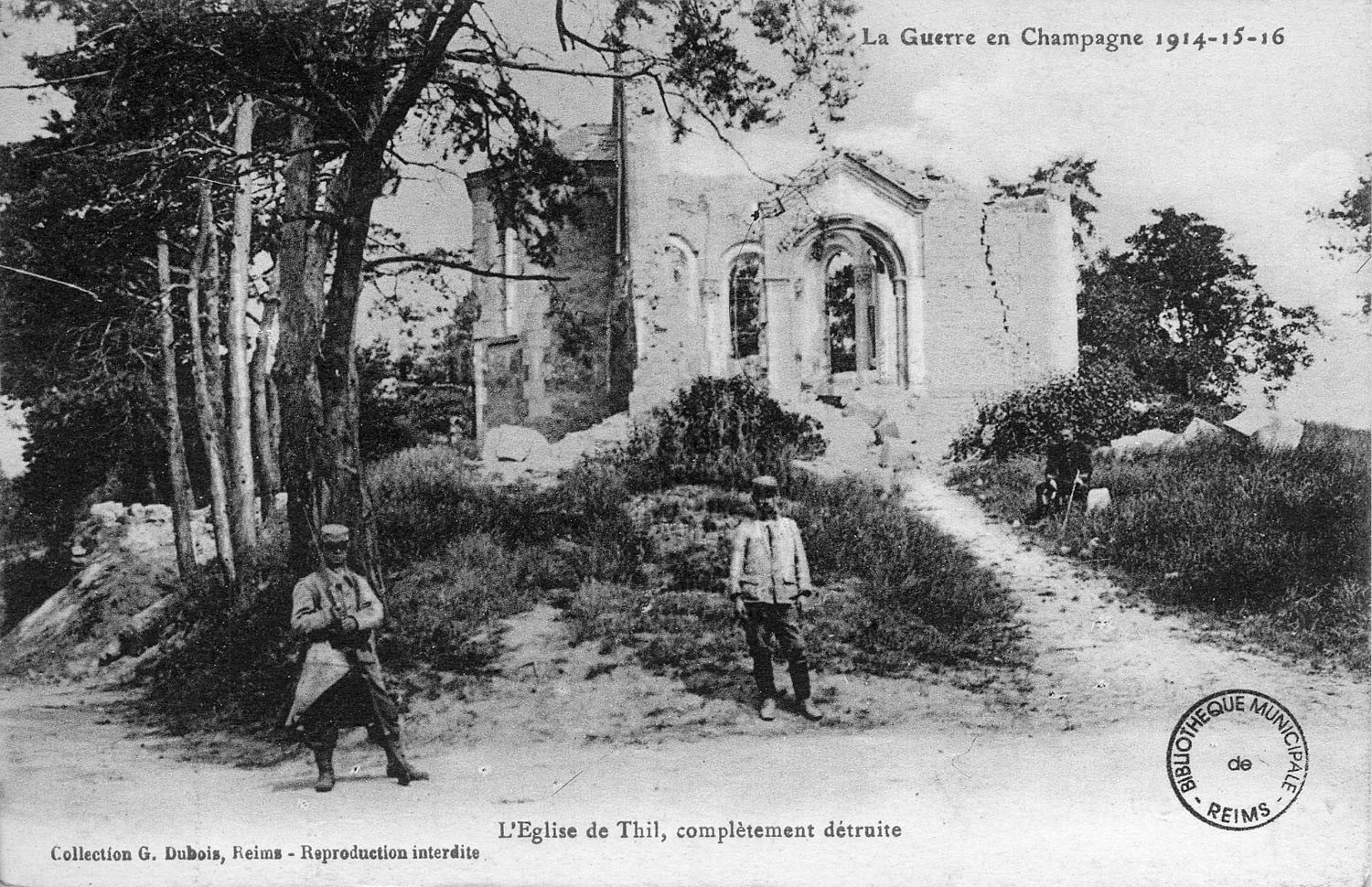
Exemple de destruction de la Grande guerre, l'église.

Le village, durement touché par la Première Guerre mondiale, fut reconstruit avec le concours d'une Coopérative de reconstruction qui regroupe Chenay, Merfy, Saint-Thierry et Thil avec M. Ferry comme architecte. Le village avait été en grande partie évacué lors des combats, ils reviennent et les constructions se sont étagées de 1925 à 1926 pour la majorité. L'église, la mairie, le monument aux morts datent de cette époque.

## Politique et administration

### Intercommunalité
La commune, antérieurement membre de la communauté de communes des Deux Coteaux, est membre, depuis le 1er janvier 2014, de la communauté de communes du Nord Champenois.
En effet, conformément au schéma départemental de coopération intercommunale de la Marne du 15 décembre 2011, cette communauté de communes du Nord Champenois est issue de la fusion, le 1er janvier 2014, de :
- la communauté de communes de la Colline,
- de la communauté de communes de la Petite Montagne,
- de la communauté de communes des Deux Coteaux
- et de la communauté de communes du Massif[18],[19].

### Liste des maires
| Période                                  | Période                      | Identité          | Étiquette | Qualité |
| ---------------------------------------- | ---------------------------- | ----------------- | --------- | ------- |
| Les données manquantes sont à compléter. |                              |                   |           |         |
|                                          | 1875                         | Rothier           |           |         |
| 1875                                     |                              | Déroé             |           |         |
| 1879                                     |                              | Véret             |           |         |
| mars 2001                                | 2008                         | Dominique Gallois |           |         |
| mars 2008                                | 2014                         | Christian Jonot   |           |         |
| mars 2014                                | En cours (au 4 juillet 2014) | Jeanne Jacquet    |           |         |

## Démographie
L'évolution du nombre d'habitants est connue à travers les recensements de la population effectués dans la commune depuis 1800. Pour les communes de moins de 10 000 habitants, une enquête de recensement portant sur toute la population est réalisée tous les cinq ans, les populations de référence des années intermédiaires étant quant à elles estimées par interpolation ou extrapolation. Pour la commune, le premier recensement exhaustif entrant dans le cadre du nouveau dispositif a été réalisé en 2006.

En 2022, la commune comptait 318 habitants, en évolution de +7,07 % par rapport à 2016 (Marne : −1,19 %, France hors Mayotte : +2,11 %).
| 1800 | 1806 | 1821 | 1831 | 1836 | 1841 | 1846 | 1851 | 1856 |
| ---- | ---- | ---- | ---- | ---- | ---- | ---- | ---- | ---- |
| 297  | 311  | 374  | 335  | 338  | 335  | 350  | 308  | 295  |

| 1861 | 1866 | 1872 | 1876 | 1881 | 1886 | 1891 | 1896 | 1901 |
| ---- | ---- | ---- | ---- | ---- | ---- | ---- | ---- | ---- |
| 287  | 273  | 258  | 245  | 254  | 253  | 214  | 224  | 221  |

| 1906 | 1911 | 1921 | 1926 | 1931 | 1936 | 1946 | 1954 | 1962 |
| ---- | ---- | ---- | ---- | ---- | ---- | ---- | ---- | ---- |
| 220  | 197  | 152  | 156  | 162  | 143  | 142  | 161  | 187  |

| 1968 | 1975 | 1982 | 1990 | 1999 | 2006 | 2011 | 2016 | 2021 |
| ---- | ---- | ---- | ---- | ---- | ---- | ---- | ---- | ---- |
| 186  | 218  | 272  | 257  | 242  | 274  | 296  | 297  | 312  |

| 2022 | - | - | - | - | - | - | - | - |
| ---- | - | - | - | - | - | - | - | - |
| 318  | - | - | - | - | - | - | - | - |

## Culture locale et patrimoine

### Lieux et monuments
- Le monument aux morts est l'un des rares qui rende hommage aux victimes de la Campagne d'Italie (1859), de la guerre franco-prussienne, de la seconde expédition de Madagascar, de la Première Guerre mondiale, de la Seconde Guerre mondiale et des victimes civiles.
- Légèrement à l'écart du village, une croix de chemin porte une plaque en mémoire de la Libération d'août 1944.

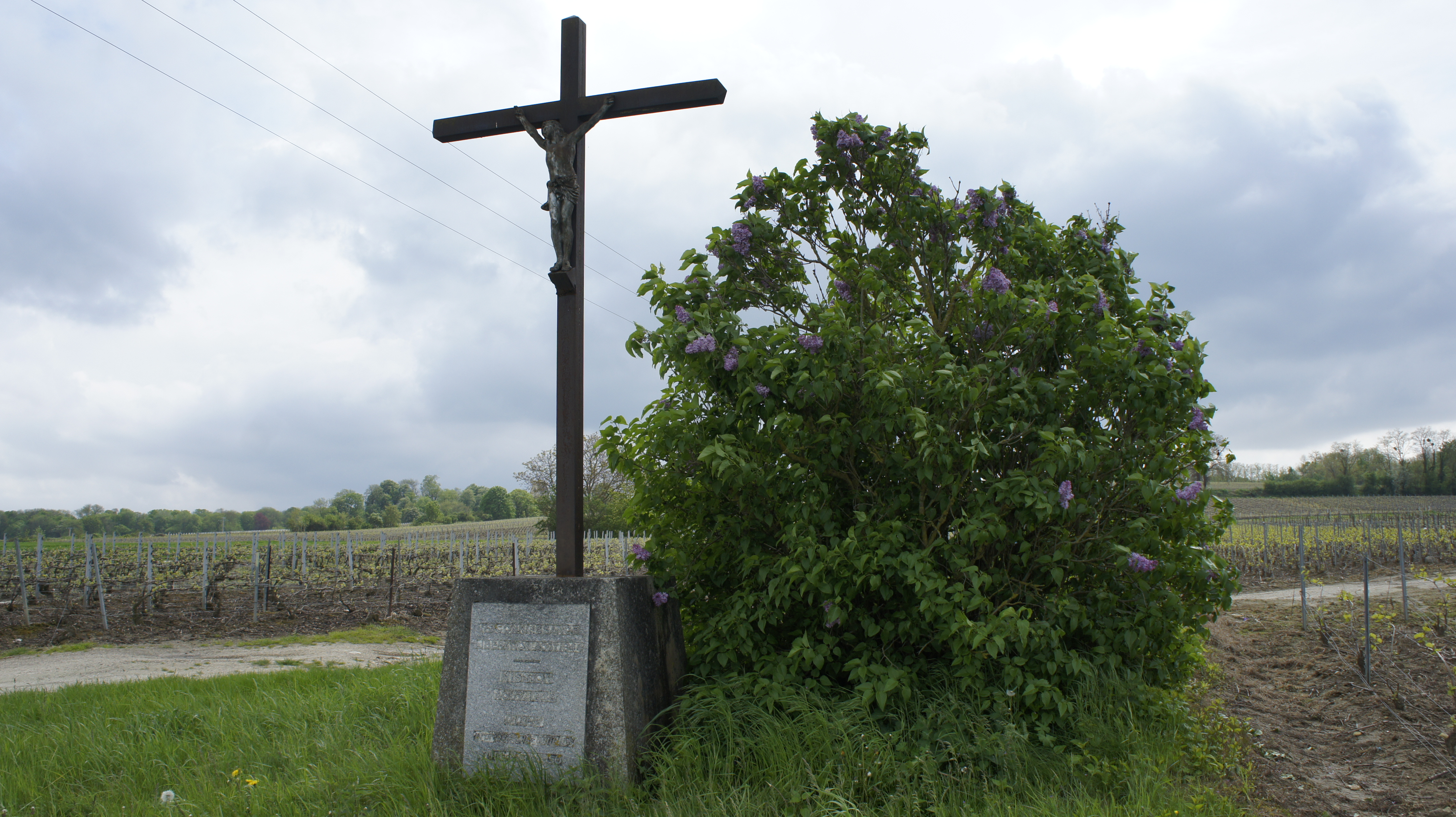
Libération août 44.
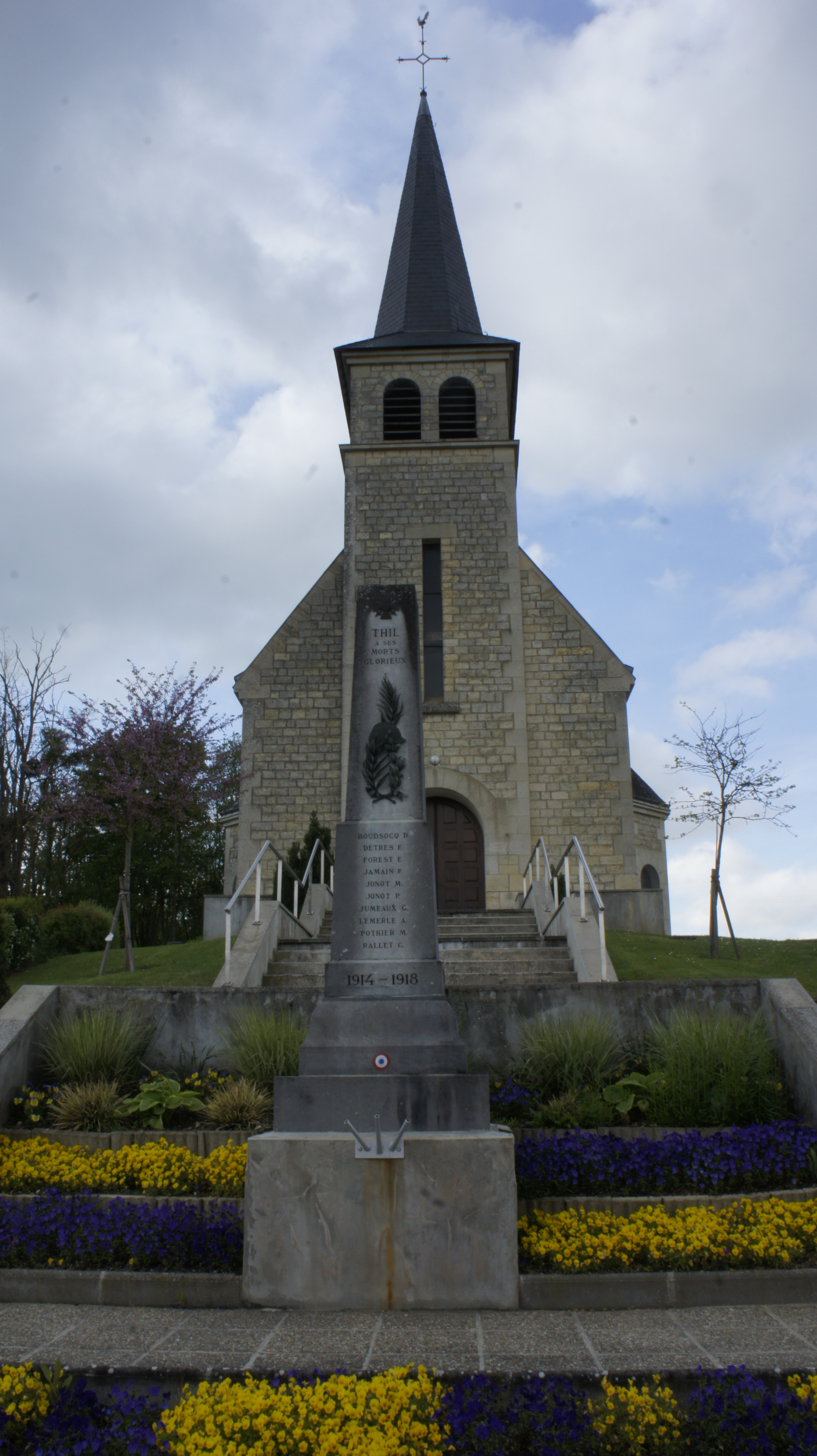
Le monument aux morts devant l'église.
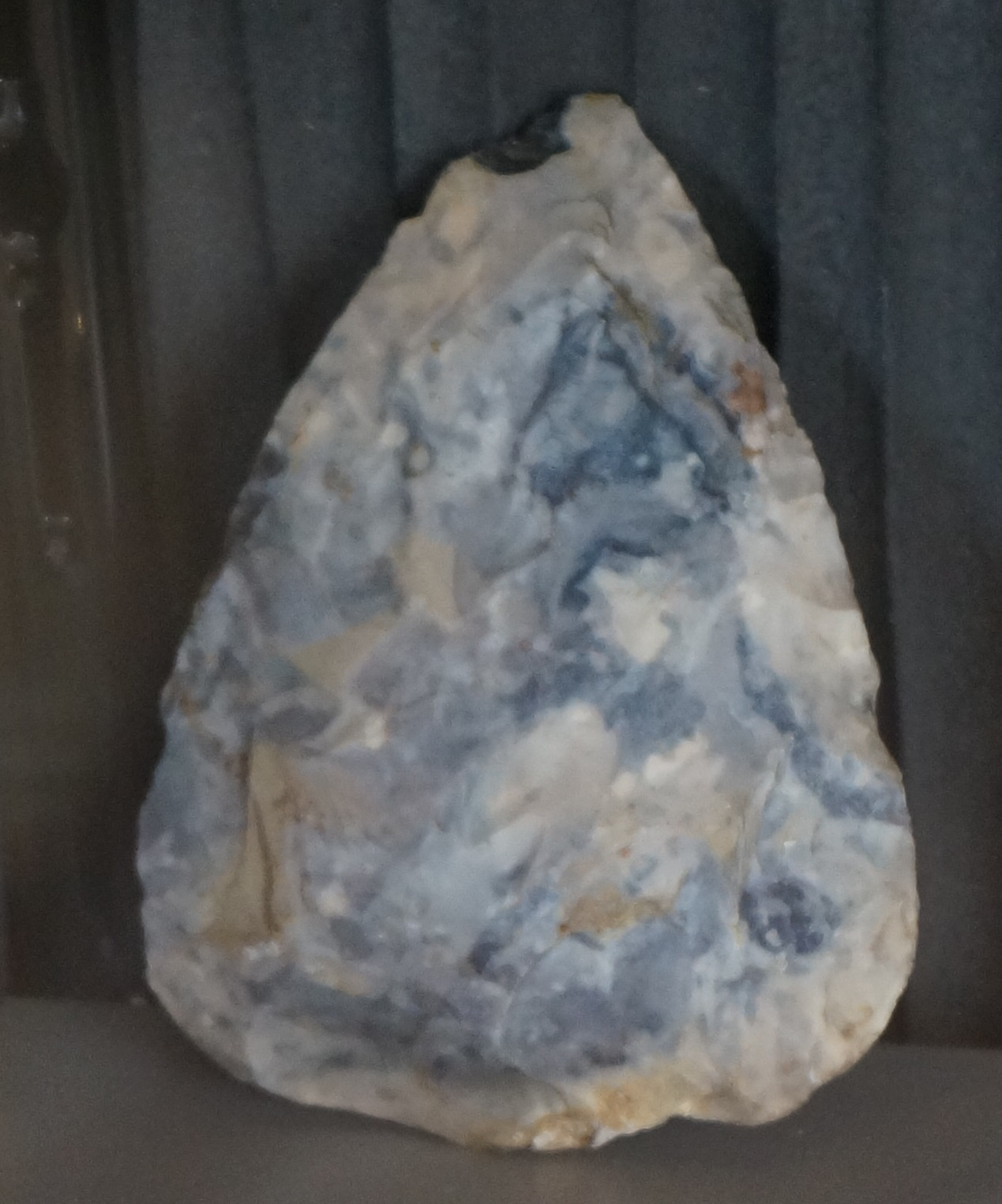
Biface du paléolithique moyen, site des Fourches, musée municipal de Saint-Dizier.

### Personnalités liées à la commune
- Au cimetière un ossuaire de victimes de la Première bataille de la Marne où reposent plus de 70 victimes.